# Gunther Wawrik

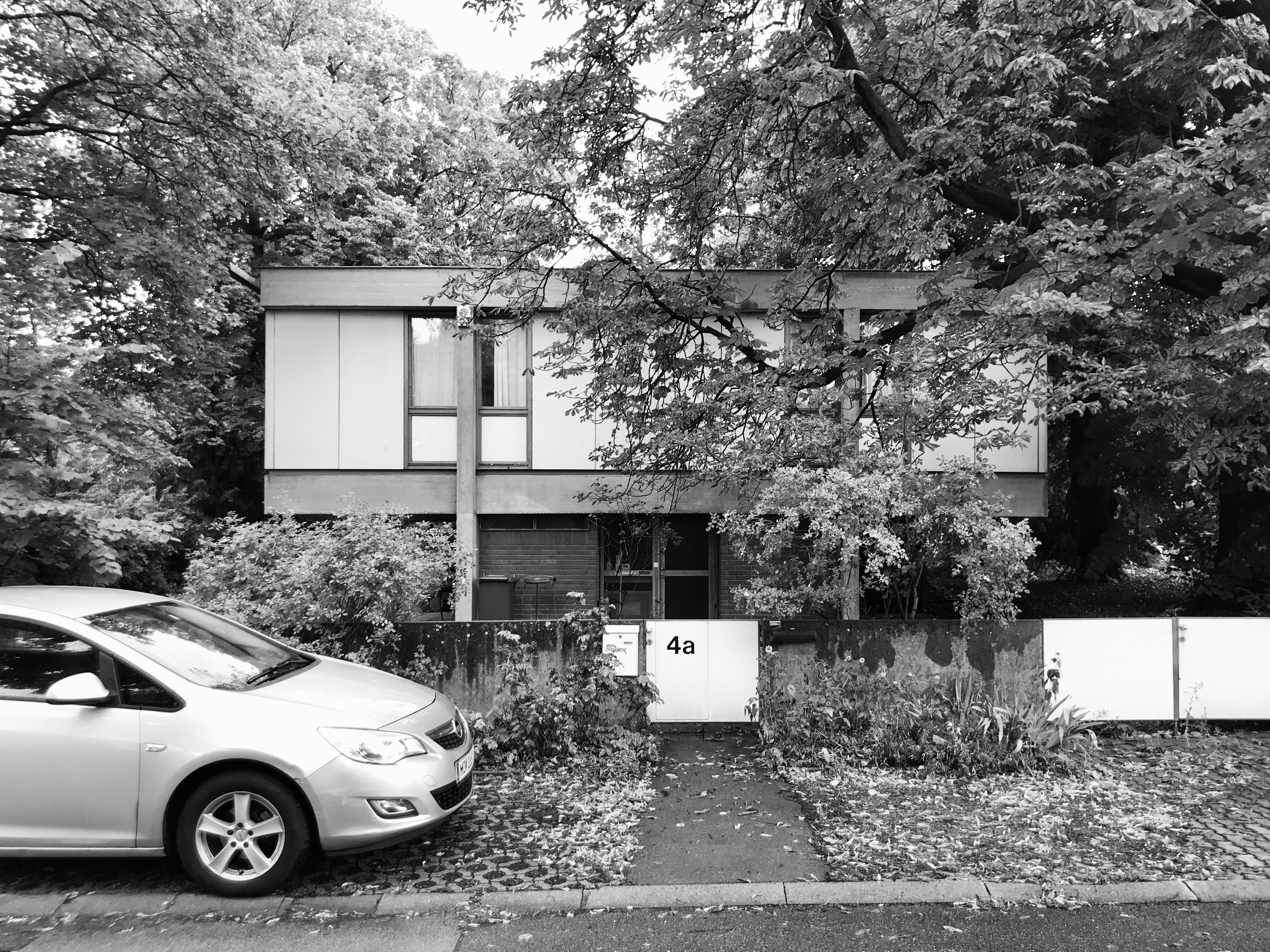
Haus Markat, Perchtoldsdorf

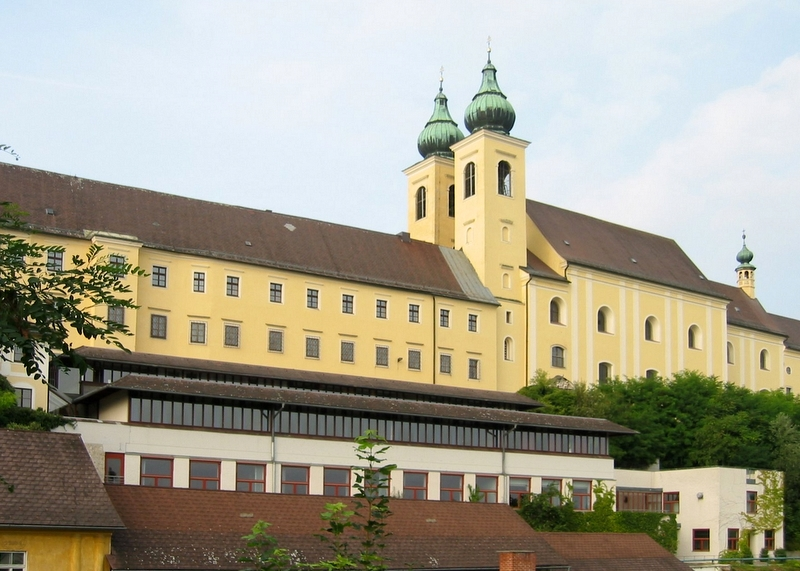
Stift Lambach mit Erweiterungsbauten

Gunther Wawrik (* 7. Oktober 1930 in Salzburg; † 9. Jänner 2023 in Wien) war ein österreichischer Architekt und Hochschullehrer.

## Leben
Gunther Wawrik wuchs in Salzburg auf, besuchte das Realgymnasium und absolvierte ein Praxisjahr als Zimmermann und Maurer. Von 1949 bis 1956 studierte er Architektur an der Technischen Hochschule Wien. Von 1954 bis 1956 nahm er an der Internationalen Sommerakademie für Bildende Kunst Salzburg von Hans Hoffmann und Konrad Wachsmann teil. In den 1950er Jahren arbeitete Gunther Wawrik wie auch Friedrich Achleitner und Friedrich Kurrent für den Wiener Architekten Ferdinand Kitt.
1961 gründete er zusammen mit Hans Puchhammer das Architekturbüro Puchhammer–Wawrik in Wien, das beide zusammen bis 1980 betrieben. Ab 1980 führte er sein Büro alleine weiter. 1985 wurde er auf eine Professur für Entwerfen, Baukonstruktion und Städtebau an der Fachhochschule München berufen, die er bis 1996 innehatte. 1991 bis 1996 arbeitete er zudem in einer Bürogemeinschaft mit Lucia Beringer in München. 1998 und 1999 war er Gastprofessor an der Fachhochschule München.
1978 war Wawrik Vorsitzender der Österreichischen Gesellschaft für Architektur. Bauten von Wawrik wurden von seiner Lebensgefährtin Margherita Spiluttini fotografisch dokumentiert.
Gunther Wawrik starb am 9. Jänner 2023 nach kurzer schwerer Krankheit im Alter von 92 Jahren in Wien. Er wurde am Ober Sankt Veiter Friedhof bestattet.
Sein Sohn Gregor Wawrik ist ebenfalls als Architekt tätig.

## Bauten und Projekte
Bauten mit Hans Puchhammer:
- 1960–1962: Haus Markat, Perchtoldsdorf[8]
- 1962: Reihenhäuser R2 – Gartenstadt Süd, Maria Enzersdorf[9]
- 1965–1966: Terrassenhaussiedlung Goldtruhe, Brunn am Gebirge
- 1967–1976: Erweiterung Burgenländisches Landesmuseum, Eisenstadt
- 1966–1968: Haus Widtmann, Wien[10]
- 1970: Bürogebäude Grothusen, Wien[11]
- 1972–1982, 1992–1994: Erweiterung Landwirtschaftsschule und Turnhalle von Stift Lambach
- 1981: Zentralsparkasse Wallensteinplatz, Wien[12]

Bauten mit Lucia Beringer:
- 1994–1996: Bürokomplex, Trias
- 1995: Büro- und Geschäftshaus der Bauwert AG, München

Eigene Bauten:
- Erweiterung der Oper Graz
- Haus L., Perchtoldsdorf
- 1965: Einrichtung der Heimatmuseen Pinkafeld und Stegersbach
- 1964–1966: Haus Müller, Eisenstadt
- 1965–1966: Haus Jiras, Wien
- 1968–1969: Adaptierung des Museums, Hallstadt
- 1976–1977: Haus Floth, Wien
- 1987: Wohnhausanlage Pichelwangergasse, Wien[13]
- 1988–1991: Antikenmuseum Carnuntinum
- 1996–1999: Aussegnungshalle, Gräfelfing[14][15]

## Preise und Auszeichnungen
- 1969: Österreichischer Bauherrenpreis für Terrassenhaussiedlung Goldtruhe, Brunn am Gebirge
- 1976: Österreichischer Bauherrenpreis für Erweiterung Burgenländisches Landesmuseum, Eisenstadt
- 1981: Architekturpreis der Stadt Wien
- 2017: Ehrenmitglied der Österreichischen Gesellschaft für Architektur (ÖGFA)

## Ehemalige Mitarbeiter und Schüler
- Bernd Jungbauer
- 1979–1981: Walter Stelzhammer
- Martin Kohlbauer

## Schriften
- Gunther Wawrik: Gunther Wawrik. Architektur zwischen Bricolage und Instrument. Pustet, Salzburg 2002, ISBN 978-3-7025-0419-9 mit Beiträgen von Otto Kapfinger und Rüdiger Möller
- Gunther Wawrik: Die Bergstadt. Eine Fiktion. (Hrsg. von Eva Guttmann, Gabriele Kaiser und Claudia Mazanek). Park Books, Zürich 2020.